# Alessandro (Händel)
Alessandro (títol original en italià, en català Alessandro), Händel-Werke-Verzeichnis 21, és una obra dramaticomusical en  actes composta  per Georg Friedrich Händel sobre un llibret en italià de Paolo Rolli. Es va estrenar el 5 de maig de 1726 al Her Majesty's Theatre de Ciutat de Westminster.